# HMS Indefatigable (csatacirkáló)
A HMS Indefatigable a brit Királyi Haditengerészet egyik csatacirkálója volt. Ez a hajó volt osztályának, az Indefatigable osztálynak a névadó hajója. A hajó valójában a HMS Invincible meghosszabbított változata volt. A másik jelentős változás az volt, hogy a hajó közepén több hely volt, így a P és Q-löveg mind a két oldalra tudott tüzelni.
Hadrendbe állításakor az Indefatigable az 1. Cirkálórajban (1st Cruiser Squadron) szolgált, melyet 1913 januárjában átkereszteltek 1. Csatacirkáló rajjá (1st Battlecruiser Squadron). 1913 decemberében a hajót átvezényelték a Földközi-tengerre, ahol a 2. Csatacirkáló rajhoz (2nd Battlecruiser Squadron) került, majd 1914 augusztusában részt vett a SMS Goeben és a SMS Breslau üldözésében. November 3-án az Indefatigable is részt vett a Helles-fok ágyúzásában. 1915-ös máltai felújítását követően, a hajót a Scapa Flowban állomásozó Nagy Flottához (Grand Fleet) rendelték.
A 2. Csatacirkáló raj tagjaként, C. F. Sowerby kapitány irányítása alatt az Indefatigable is részt vett a Jütlandi csatában, 1916. május 31-én. A csata során a hajó találatokat kapott az SMS Von der Tann 280 mm-es ágyúitól. Az első két találat az X-lövegtorony lövedéktárat találta el, ami miatt a hajó alja szétrobbant, így kilépett az alakzatból és süllyedni kezdett. Ezt követően további találatokat kapott az A-lövegtorony lövedéktára is, mely szintén felrobbant, majd a hajó gyorsabb süllyedésbe kezdett. A legénység 1017 tagjából mindössze 4 fő menekült meg.
A jütlandi csata hajóroncsai közül, az Indefatigable helyét lehetett talán a legnehezebben megállapítani. Az 1950-es évek kiemelési kísérletei miatt a hajó már csak egy halom fém, melynek legtöbb darabja autónagyságú. Később az Indefatigable és a többi jütlandi hajóroncs helyét védett területté nyilvánították, így a további kiemelési kísérletek nem rongálják tovább az 1013 tengerész végső nyughelyét.

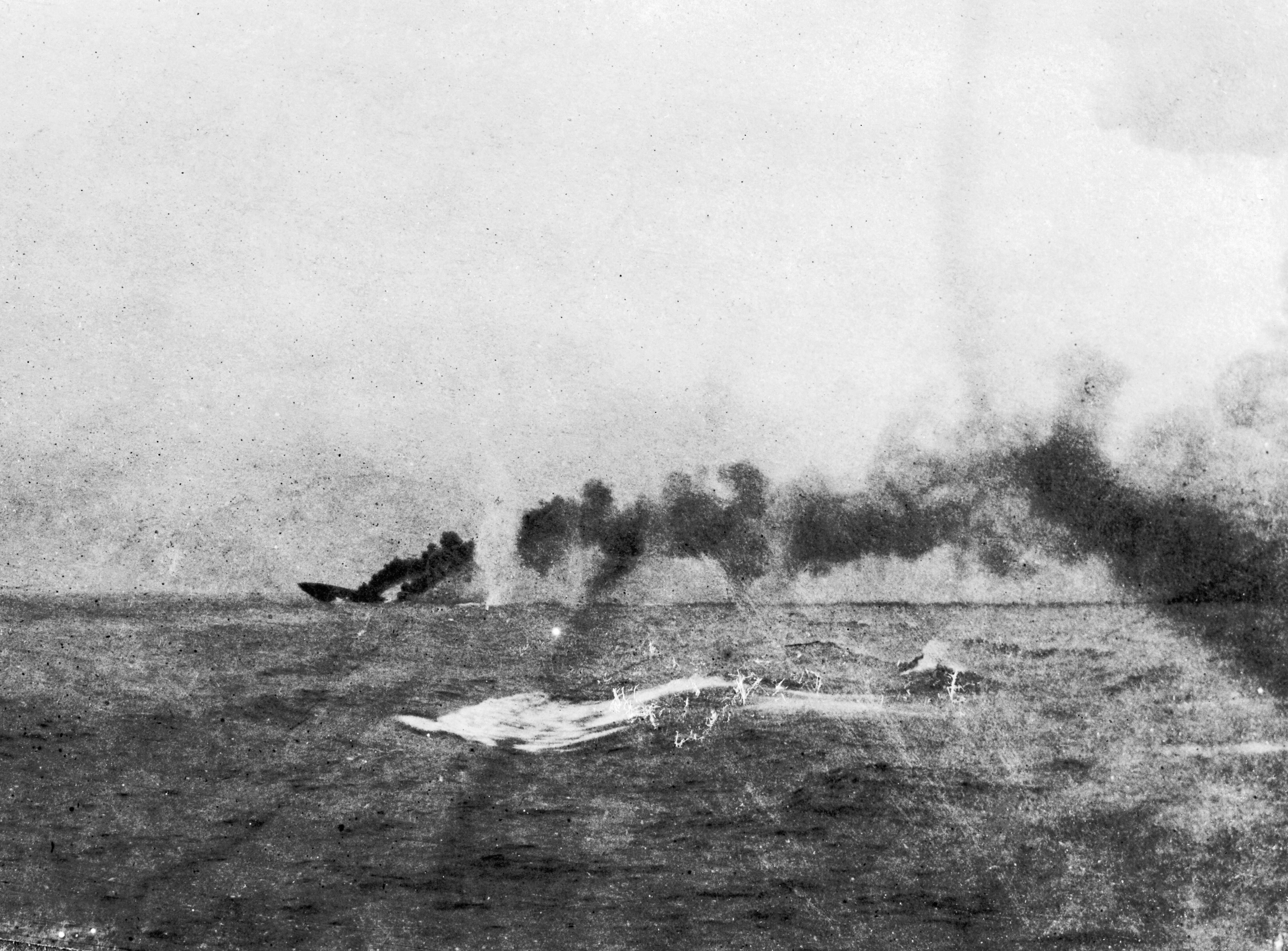
HMS Indefatigable miután a Von der Tann ágyúitól találatot kapott a Jütlandi csatában

A kanadai Peter Lougheed Provincial Parkban található Mount Indefatigable, erről a hajóról kapta nevét.

## Lásd még
- HMS Indefatigable nevet viselő hajók listája.
- HMS Queen Mary
- HMS Invincible

## Külső hivatkozások
- Fényképek a HMS Indefatigable-ről (Angol)